# Färöischer Fußballpokal 1992
Der Färöische Fußballpokal 1992 fand zwischen dem 11. April und 12. August 1992 statt und wurde zum 38. Mal ausgespielt. Im Endspiel, welches im Gundadalur-Stadion in Tórshavn auf Kunstrasen ausgetragen wurde, siegte HB Tórshavn mit 1:0 gegen KÍ Klaksvík und konnte den Pokal somit zum 23. Mal gewinnen. Zudem nahm HB Tórshavn dadurch an der Vorrunde vom Europapokal der Pokalsieger 1993/94 teil.
HB Tórshavn und KÍ Klaksvík belegten in der Meisterschaft die Plätze vier und drei. Mit MB Miðvágur erreichte ein Zweitligist das Halbfinale. Titelverteidiger B36 Tórshavn schied hingegen in der 1. Runde aus.

## Teilnehmer
Teilnahmeberechtigt waren folgende 21 A-Mannschaften der vier färöischen Ligen:
| 1. Deild | 2. Deild                                                                                  | 3. Deild    | 4. Deild               |
| B36 Tórshavn B68 Toftir B71 Sandur GÍ Gøta HB Tórshavn KÍ Klaksvík NSÍ Runavík SÍF Sandavágur TB Tvøroyri VB Vágur | EB Eiði ÍF Fuglafjørður LÍF Leirvík MB Miðvágur Royn Hvalba SÍ Sørvágur SÍ Sumba Skála ÍF | ÍF Streymur | AB Argir Fram Tórshavn |

## Modus
Elf ausgeloste Mannschaften waren für die 2. Runde gesetzt. Die verbliebenen Teams spielten in einer Runde die restlichen fünf Teilnehmer aus. Alle Runden wurden im K.-o.-System ausgetragen.

## 1. Runde
Die Partien der 1. Runde fanden am 11. und 12. April statt.
|                | Ergebnis             |               |
| -------------- | -------------------- | ------------- |
| SÍF Sandavágur | 1:0 (0:0)            | Skála ÍF      |
| EB Eiði        | 0:4 (0:1)            | B68 Toftir    |
| Royn Hvalba    | 5:0 (1:0)            | Fram Tórshavn |
| TB Tvøroyri    | 2:1 n. V. (1:1, 0:1) | B36 Tórshavn  |
| VB Vágur       | 4:2 (3:1)            | B71 Sandur    |

## 2. Runde
Die Partien der 2. Runde fanden am 15. und 16. April statt.
|                 | Ergebnis             |             |
| --------------- | -------------------- | ----------- |
| TB Tvøroyri     | 2:1 (2:1)            | ÍF Streymur |
| AB Argir        | 0:8 (0:4)            | MB Miðvágur |
| B68 Toftir      | 3:1 (0:0)            | Royn Hvalba |
| HB Tórshavn     | 2:0 (1:0)            | GÍ Gøta     |
| KÍ Klaksvík     | 4:0 (1:0)            | LÍF Leirvík |
| ÍF Fuglafjørður | 2:1 (0:1)            | VB Vágur    |
| NSÍ Runavík     | 2:0 (0:0)            | SÍ Sørvágur |
| SÍF Sandavágur  | 2:1 n. V. (0:0, 0:0) | SÍ Sumba    |

## Viertelfinale
Die Viertelfinalpartien fanden am 20. und 30. Mai statt.
|                 | Ergebnis             |                |
| --------------- | -------------------- | -------------- |
| ÍF Fuglafjørður | 1:2 (0:0)            | NSÍ Runavík    |
| KÍ Klaksvík     | 5:0 (2:0)            | B68 Toftir     |
| MB Miðvágur     | 3:1 n. V. (1:1, 0:1) | SÍF Sandavágur |
| TB Tvøroyri     | 3:4 (1:3)            | HB Tórshavn    |

## Halbfinale
Die Hinspiele im Halbfinale fanden am 5. und 12. Juni statt, die Rückspiele am 24. Juni.
|             | Gesamt |             | Hinspiel  | Rückspiel |
| ----------- | ------ | ----------- | --------- | --------- |
| HB Tórshavn | 6:0    | NSÍ Runavík | 1:0 (0:0) | 5:0 (2:0) |
| KÍ Klaksvík | 4:1    | MB Miðvágur | 1:1 (0:1) | 3:0 (1:0) |

## Finale
| Paarung        | HB Tórshavn – KÍ Klaksvík |
| Ergebnis       | 1:0 (1:0) |
| Datum          | 12. August 1992 |
| Stadion        | Gundadalur, Tórshavn |
| Schiedsrichter | Kim Ejdesgaard (Tórshavn) |
| Tore           | 1:0 Gunnar Mohr (18.) |
| HB Tórshavn    | Kaj Leo Johannesen – Niels Suni Poulsen, Heðin Askham, Niels Pauli Jacobsen , Jan Dam – Sámal Erik Hentze, Rói Árting, Bogi Dam, Leivur Holm – Gunnar Mohr, Uni Arge Cheftrainer: Sverri Jacobsen                |
| KÍ Klaksvík    | Jákup Mikkelsen – Petur Ovi Ellingsgaard, Harley Bertholdsen, Jan Andreasen – John Hansen, Fríðin Ziskason, Allan Mørkøre, Jan Joensen, Beinur Poulsen – Olgar Danielsen, Sørin Petersen Cheftrainer: Petur Mohr |
| Gelbe Karten   | keine – Allan Mørkøre |
| Besonderheiten | Niclas Johannesen und Sigfríður S. Clementsen wurden auf Seiten von HB sowie Heini Hansen auf Seiten von KÍ eingewechselt, wer für sie ausgewechselt wurde, ist nicht bekannt.                                   |

## Torschützenliste
Bei gleicher Anzahl von Treffern sind die Spieler nach dem Nachnamen alphabetisch geordnet.
| Platz | Spieler           | Verein          | Tore |
| ----- | ----------------- | --------------- | ---- |
| 1     | Gunnar Mohr       | HB Tórshavn     | 05   |
| 2     | Óli Jensen        | Royn Hvalba     | 04   |
| 2     | Kurt Mørkøre      | KÍ Klaksvík     | 04   |
| 4     | Uni Arge          | HB Tórshavn     | 03   |
| 4     | Mikkjal Danielsen | MB Miðvágur     | 03   |
| 4     | Jóhannis Joensen  | MB Miðvágur     | 03   |
| 4     | Vilmund Michelsen | TB Tvøroyri     | 03   |
| 8     | Jan Dam           | HB Tórshavn     | 02   |
| 8     | John Hansen       | KÍ Klaksvík     | 02   |
| 8     | Øssur Hansen      | B68 Toftir      | 02   |
| 8     | Jack Jacobsen     | NSÍ Runavík     | 02   |
| 8     | Bogi Johannesen   | TB Tvøroyri     | 02   |
| 8     | Todi A. Jónsson   | KÍ Klaksvík     | 02   |
| 8     | Birgir Jørgensen  | MB Miðvágur     | 02   |
| 8     | Eyðun Klakstein   | ÍF Fuglafjørður | 02   |
| 8     | Bjarni E. Prior   | MB Miðvágur     | 02   |
| 8     | Jan Allan Müller  | VB Vágur        | 02   |
| 8     | Hegga Samuelsen   | SÍF Sandavágur  | 02   |